# Vera Gaze
Vera Fjodorovna Gaze (ryska: Вера Фёдоровна Газе), född 1899, död 1954 i Leningrad, var en sovjetisk astronom. 
Nedslagskratern Gaze på planeten Venus och asteroiden 2388 Gase är uppkallade efter henne.